# Johnny Colt
Johnny Colt (* jako Charles Brandt; 1. května 1966) je americký rockový baskytarista. Byl původním členem skupiny The Black Crowes, když ze skupiny odešel, založil skupinu Brand New Immortals. Hrál také se skupinami Train a Rock Star Supernova. Od dubna 2012 je členem skupiny Lynyrd Skynyrd, ve které nahradil Roberta Kearnse.